# 監査法人アヴァンティア
監査法人アヴァンティア（かんさほうじんアヴァンティア、英文名称： Avantia G.P.）は、日本における監査法人である。代表は小笠原直。法人名の由来はイタリア語で「前進する」という意味を持つ「Avanti」と監査業界を想起させる「Urban　Jungle　Frontier」から取っている。設立以来、合併による規模拡大はせずに、オーガニックな成長を志向している。
近年ではENECHANGEや三協フロンテアなど問題の生じたクライアントの受け皿となっており、2024年6月期に業務収入が20億円を超える監査法人となった。

## 概要
| 法人名         | 監査法人アヴァンティア（英文名称：Avantia G.P.）                       |
| 設立           | 2008年5月                                                              |
| 所在地         | 〒102-0075 東京都千代田区三番町３－８泉館三番町２階                    |
| 代表者         | 法人代表CEO 小笠原 直                                                  |
| 人員数         | パートナー 22名 公認会計士 83名 試験合格者 59名 その他 50名 合計 214名 |
| 関与上場企業数 | 45社（業界10位）                                                       |

2025年7月1日現在

### 主な金商法監査クライアント
| 順位 | 会社名                     | 業種         | 2024年度監査報酬 | 前身所属ならびに監査継続期間                 |
| ---- | -------------------------- | ------------ | ---------------- | -------------------------------------------- |
| 1    | 広済堂ホールディングス     | その他製品   | 9,400万円        | 2025年3月期以降（興亜→アヴァンティア）       |
| 2    | 三協フロンテア             | サービス     | 8,800万円        | 2025年3月期以降（EY新日本→アヴァンティア）   |
| 3    | ENECHANGE                  | 情報・通信業 | 8,568万円        | 2025年3月期以降（あずさ→アヴァンティア）     |
| 4    | ラオックスホールディングス | 小売業       | 7,900万円        | 2020年12月期以降（RSM清和→アヴァンティア）   |
| 5    | ジーニー                   | サービス     | 7,700万円        | 2022年3月期以降（トーマツ→アヴァンティア）   |
| 6    | 小倉クラッチ               | 機械         | 6,700万円        | 2023年3月期以降（あずさ→アヴァンティア）     |
| 7    | ミナトホールディングス     | 電気機器     | 6,240万円        | 2023年3月期以降（三優→アヴァンティア）       |
| 8    | ポート                     | サービス     | 5,200万円        | 2025年3月期以降（東陽→アヴァンティア）       |
| 9    | オークファン               | 情報・通信業 | 4,684万円        | 2018年9月期以降（アリア→アヴァンティア）     |
| 10   | ソフィアホールディングス   | 情報・通信業 | 4,680万円        | 2020年3月期以降（明治アーク→アヴァンティア） |

2025年6月末現在

## 沿革
- 2008年（平成20年）5月 - 監査法人アヴァンティア設立。
- 2018年（平成30年）
  - 5月 - 公認会計士・監査審査会が検査の結果、当監査法人の運営が著しく不当なものと認められたため、金融庁長官に対して行政処分その他の措置を講ずるよう勧告[7]。
  - 9月 - 上記の勧告を受けて、金融庁が業務改善命令を出す[8]。